# Paizay-le-Sec
Pour les articles homonymes, voir Paizay.
Paizay-le-Sec est une commune du Centre-Ouest de la France, située dans le département de la Vienne en région Nouvelle-Aquitaine.

## Géographie

### Localisation
La commune de Paizay-le-sec situé sur un plateau entre les vallées de la Vienne et de la Gartempe est traversée par aucun cours d'eau, d'où son nom. Paizay-le-Sec est une commune rurale.
Les grandes villes les plus proches sont Châtellerault et Poitiers et se trouvent respectivement à 31,16 km au nord-ouest et 33,38 km à l'ouest.
La commune est proche du parc naturel régional de la Brenne.

### Communes limitrophes
| Lauthiers | La Puye              | La Bussière |
| Chauvigny | Paizay-le-Sec        | Saint-Savin |
| Fleix     | Leignes-sur-Fontaine | Antigny     |

### Climat
Pour des articles plus généraux, voir Climat de la Nouvelle-Aquitaine et Climat de la Vienne.
Historiquement, la commune est exposée à un climat océanique du nord-ouest.  
En 2020, Météo-France publie une typologie des climats de la France métropolitaine dans laquelle la commune est exposée à un climat océanique altéré et est dans la région climatique  Poitou-Charentes, caractérisée par un bon ensoleillement, particulièrement en été et des vents modérés.
Pour la période 1971-2000, la température annuelle moyenne est de 11,9 °C, avec une amplitude thermique annuelle de 14,7 °C. Le cumul annuel moyen de précipitations est de 768 mm, avec 11,4 jours de précipitations en janvier et 6,7 jours en juillet. Pour la période 1991-2020, la température moyenne annuelle observée sur la station météorologique la plus proche, située sur la commune de Montmorillon à 18 km à vol d'oiseau, est de 12,5 °C et le cumul annuel moyen de précipitations est de 781,8 mm,. Pour l'avenir, les paramètres climatiques de la commune estimés pour 2050 selon différents scénarios d'émission de gaz à effet de serre sont consultables sur un site dédié publié par Météo-France en novembre 2022.

### Voies de communication et transports
Les gares les plus proches se trouvent à Montmorillon (21,31 km), Lussac-les-Châteaux (22,3 km), Lathus-Saint-Rémy (33,7 km), Naintré (38 km) et  Châtellerault (39 km)

## Urbanisme

### Typologie
Au 1er janvier 2024, Paizay-le-Sec est catégorisée commune rurale à habitat très dispersé, selon la nouvelle grille communale de densité à sept niveaux définie par l'Insee en 2022.
Elle est située hors unité urbaine et hors attraction des villes,.

### Occupation des sols
L'occupation des sols de la commune, telle qu'elle ressort de la base de données européenne d’occupation biophysique des sols Corine Land Cover (CLC), est marquée par l'importance des territoires agricoles (98,7 % en 2018), une proportion identique à celle de 1990 (98,7 %). La répartition détaillée en 2018 est la suivante : 
terres arables (87,2 %), zones agricoles hétérogènes (10,6 %), forêts (1,3 %), prairies (1 %). L'évolution de l’occupation des sols de la commune et de ses infrastructures peut être observée sur les différentes représentations cartographiques du territoire : la carte de Cassini (XVIIIe siècle), la carte d'état-major (1820-1866) et les cartes ou photos aériennes de l'IGN pour la période actuelle (1950 à aujourd'hui).

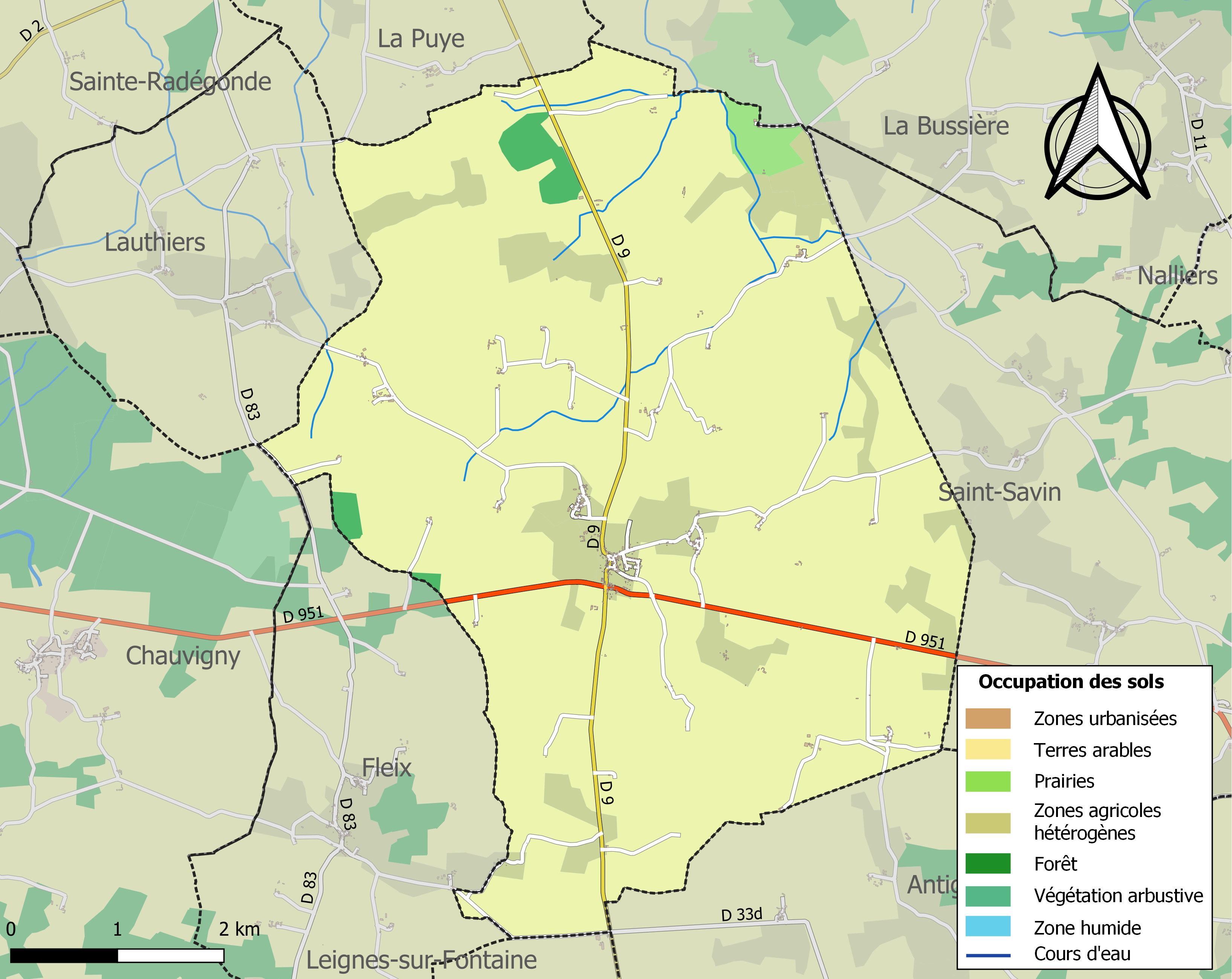
Carte des infrastructures et de l'occupation des sols de la commune en 2018 (CLC).

### Risques majeurs
Le territoire de la commune de Paizay-le-Sec est vulnérable à différents aléas naturels : météorologiques (tempête, orage, neige, grand froid, canicule ou sécheresse), mouvements de terrains et séisme (sismicité faible). Il est également exposé à deux risques technologiques, le transport de matières dangereuses et le risque nucléaire. Un site publié par le BRGM permet d'évaluer simplement et rapidement les risques d'un bien localisé soit par son adresse soit par le numéro de sa parcelle.

#### Risques naturels

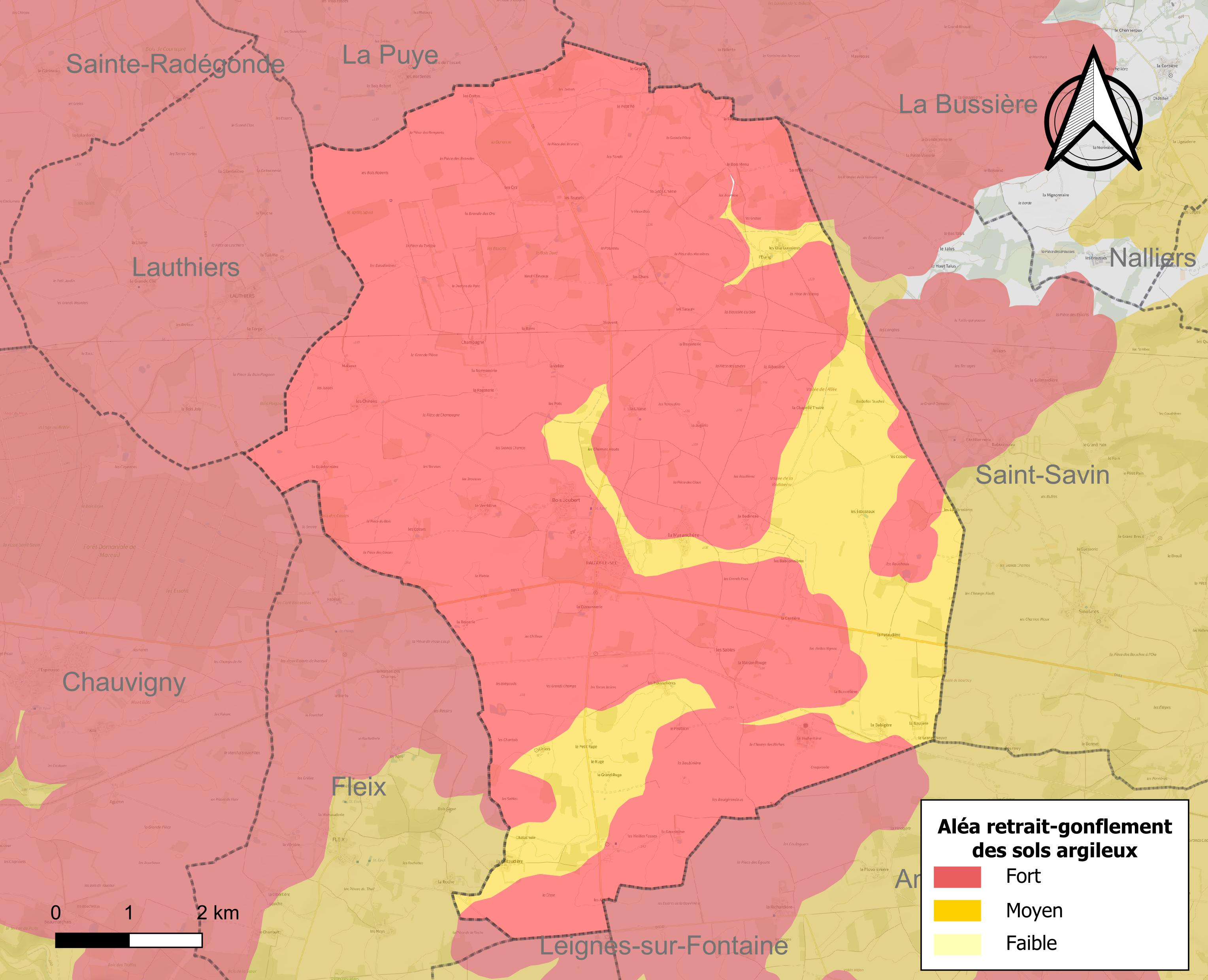
Carte des zones d'aléa retrait-gonflement des sols argileux de Paizay-le-Sec.

Les mouvements de terrains susceptibles de se produire sur la commune sont des tassements différentiels. Le retrait-gonflement des sols argileux est susceptible d'engendrer des dommages importants aux bâtiments en cas d’alternance de périodes de sécheresse et de pluie. La totalité de la commune est en aléa moyen ou fort (79,5 % au niveau départemental et 48,5 % au niveau national). Depuis le 1er octobre 2020, en application de la loi ÉLAN, différentes contraintes s'imposent aux vendeurs, maîtres d'ouvrages ou constructeurs de biens situés dans une zone classée en aléa moyen ou fort,.
La commune a été reconnue en état de catastrophe naturelle au titre des dommages causés par les inondations et coulées de boue survenues en 1982, 1983, 1999 et 2010, par la sécheresse en 2005, 2016, 2017 et 2019 et par des mouvements de terrain en 1999 et 2010.

#### Risque technologique
La commune étant située dans le périmètre du plan particulier d'intervention (PPI) de 20 km autour de la centrale nucléaire de Civaux, elle est exposée au risque nucléaire. En cas d'accident nucléaire, une alerte est donnée par différents médias (sirène, sms, radio, véhicules). Dès l'alerte, les personnes habitant dans le périmètre de 2 km se mettent à l'abri. Les personnes habitant dans le périmètre de 20 km peuvent être amenées, sur ordre du préfet, à évacuer et ingérer des comprimés d’iode stable,,.

## Histoire
En 1920, pour célébrer la victoire de la République et du droit des peuples lors de la Première Guerre mondiale, un arbre de la liberté est planté, un acacia.
Au cours de son histoire, le nom du bourg a évolué de Pesay le Sec en 1793 à Paizé-le-Sec en 1801.

## Héraldique
| Blason de Paizay-le-Sec | Blason  | Parti : au 1er de gueules à saint Hilaire évêque d'argent, au 2e d'or au dragon de sinople armé et couronné de gueules ; le tout sommé d'un chef de sable chargé de trois croisettes d'or. DeviseSicca vere generosa certe |
| Blason de Paizay-le-Sec | Détails | Le statut officiel du blason reste à déterminer. |

## Politique et administration

### Intercommunalité
La commune fait partie de la communauté de communes du Pays Chauvinois.

### Liste des maires
| Période         | Période       | Identité            | Étiquette | Qualité |
| --------------- | ------------- | ------------------- | --------- | ------- |
| réélu mars 1989 | 1995          | Colbert Pascaud     |           |         |
| mars 1995       | 2001          | Claude Gourmaud     |           |         |
| mars 2001       | réélu en 2008 | Robert Coulot       |           |         |
| mars 2014       | réélu en 2020 | Jacques de Crémiers |           |         |

### Instances judiciaires et administratives
La commune relève du tribunal d'instance de Poitiers, du tribunal de grande instance de Poitiers, de la cour d'appel de Poitiers, du tribunal pour enfants de Poitiers, du conseil de prud'hommes de Poitiers, du tribunal de commerce de Poitiers, du tribunal administratif de Poitiers et de la cour administrative d'appel de Bordeaux, du tribunal des pensions de Poitiers, du tribunal des affaires de la Sécurité sociale de la Vienne, de la cour d’assises de la Vienne.

### Services publics
Les réformes successives de La Poste ont conduit à la fermeture de nombreux bureaux de poste ou à leur transformation en simple relais. Toutefois, la commune a pu maintenir le sien.

## Population et société

### Démographie
L'évolution du nombre d'habitants est connue à travers les recensements de la population effectués dans la commune depuis 1793. Pour les communes de moins de 10 000 habitants, une enquête de recensement portant sur toute la population est réalisée tous les cinq ans, les populations de référence des années intermédiaires étant quant à elles estimées par interpolation ou extrapolation. Pour la commune, le premier recensement exhaustif entrant dans le cadre du nouveau dispositif a été réalisé en 2004.
| 1793 | 1800 | 1806 | 1821 | 1831 | 1836 | 1841 | 1846 | 1851 |
| ---- | ---- | ---- | ---- | ---- | ---- | ---- | ---- | ---- |
| 903  | 716  | 626  | 796  | 838  | 812  | 809  | 770  | 813  |

| 1856 | 1861 | 1866 | 1872 | 1876 | 1881 | 1886 | 1891 | 1896 |
| ---- | ---- | ---- | ---- | ---- | ---- | ---- | ---- | ---- |
| 820  | 772  | 796  | 756  | 757  | 753  | 776  | 739  | 747  |

| 1901 | 1906 | 1911 | 1921 | 1926 | 1931 | 1936 | 1946 | 1954 |
| ---- | ---- | ---- | ---- | ---- | ---- | ---- | ---- | ---- |
| 786  | 813  | 809  | 718  | 702  | 746  | 783  | 751  | 748  |

| 1962 | 1968 | 1975 | 1982 | 1990 | 1999 | 2004 | 2006 | 2009 |
| ---- | ---- | ---- | ---- | ---- | ---- | ---- | ---- | ---- |
| 660  | 581  | 482  | 380  | 367  | 371  | 410  | 418  | 460  |

| 2014 | 2019 | 2022 | - | - | - | - | - | - |
| ---- | ---- | ---- | - | - | - | - | - | - |
| 472  | 458  | 474  | - | - | - | - | - | - |

La densité de population de la commune est de 12 hab./km2. Celle du département est de 61 hab./km2. Elle est de 68 hab./km2 pour la région Poitou-Charentes et de 115 hab./km2 pour la France (INSEE- 2008).
Les dernières statistiques démographiques pour la commune de Paizay le Sec ont été publiées en 2015. Il ressort que la mairie administre une population totale de 486 personnes desquelles il faut soustraire les 18 habitants des résidences secondaires pour constater que la population permanente sur le territoire de la commune est de 468 habitants.

### Enseignement
La commune de Paizay-le-Sec dépend de l'Académie de Poitiers et les écoles primaires de la commune dépendent de l'Inspection académique de la Vienne. Elle possède encore une école primaire publique qui accueille 18 élèves.

### Sports
- AC Paizay-le-Sec club de football

## Économie

### Agriculture
Selon la Direction régionale de l'Alimentation, de l'Agriculture et de la Forêt de Poitou-Charentes, le nombre d'exploitations agricoles a augmenté pour passer de 21 en 2000 à 22 en 2010. Paizay-le-Sec est une des rares communes du département de la Vienne qui a vu le nombre d'exploitations agricoles augmentés contrairement à la tendance générale.
Les surfaces agricoles utilisées ont augmenté et sont passées de 2 574 hectares en 2000 à 2 630 hectares en 2010. 53 % sont destinées à la culture des céréales (blé tendre essentiellement mais aussi orges et maïs), 33 % pour les oléagineux (colza et tournesol à parts égales), 6 % pour le fourrage et moins de 1 % reste en herbes. En 2000,2 hectares (0 en 2010) étaient consacrés à la vigne.
3 exploitations en 2010 (contre 4 en 2000) abritent un élevage de bovins (422 têtes en 2010 contre 381 têtes en 2000). Les élevages de volailles et d'ovins ont disparu au cours de cette décennie. La disparition de l'élevage d'ovins est conforme à la tendance globale du département de la Vienne. En effet, le troupeau d’ovins, exclusivement destiné à la production de viande, a diminué de 43,7 % de 1990 à 2007.

### Emplois et activité
Le taux de chômage en 2004 était de 7,3 % et en 1999 il était de 14,1 %.
Les retraités et les préretraités représentaient 22,4 % de la population en 2004 et 24 % en 1999.
Le taux d'activité était de 78,9 % en 2004 et de 70 % en 1999.

## Culture locale et patrimoine

### Lieux et monuments

Famille de Drac

#### Le patrimoine religieux
- Petite église Saint-Hilaire du XIe siècle, dont la clef de la porte du côté sud porte la date de 1598, surmontée d'un double blason aux armes de la famille du Drac : « D'or à un dragon de sinople, lampassé et couronné de gueules ». Charles puis, Pierre du Drac furent seigneurs de la Clairbaudière[28],[29]. Plusieurs fois remaniée, agrandie, ou restaurée, on y entre aujourd'hui par une porte sur la façade ouest dont le linteau porte la date de 1820. Elle est inscrite à l'Inventaire général du patrimoine culturel[30].

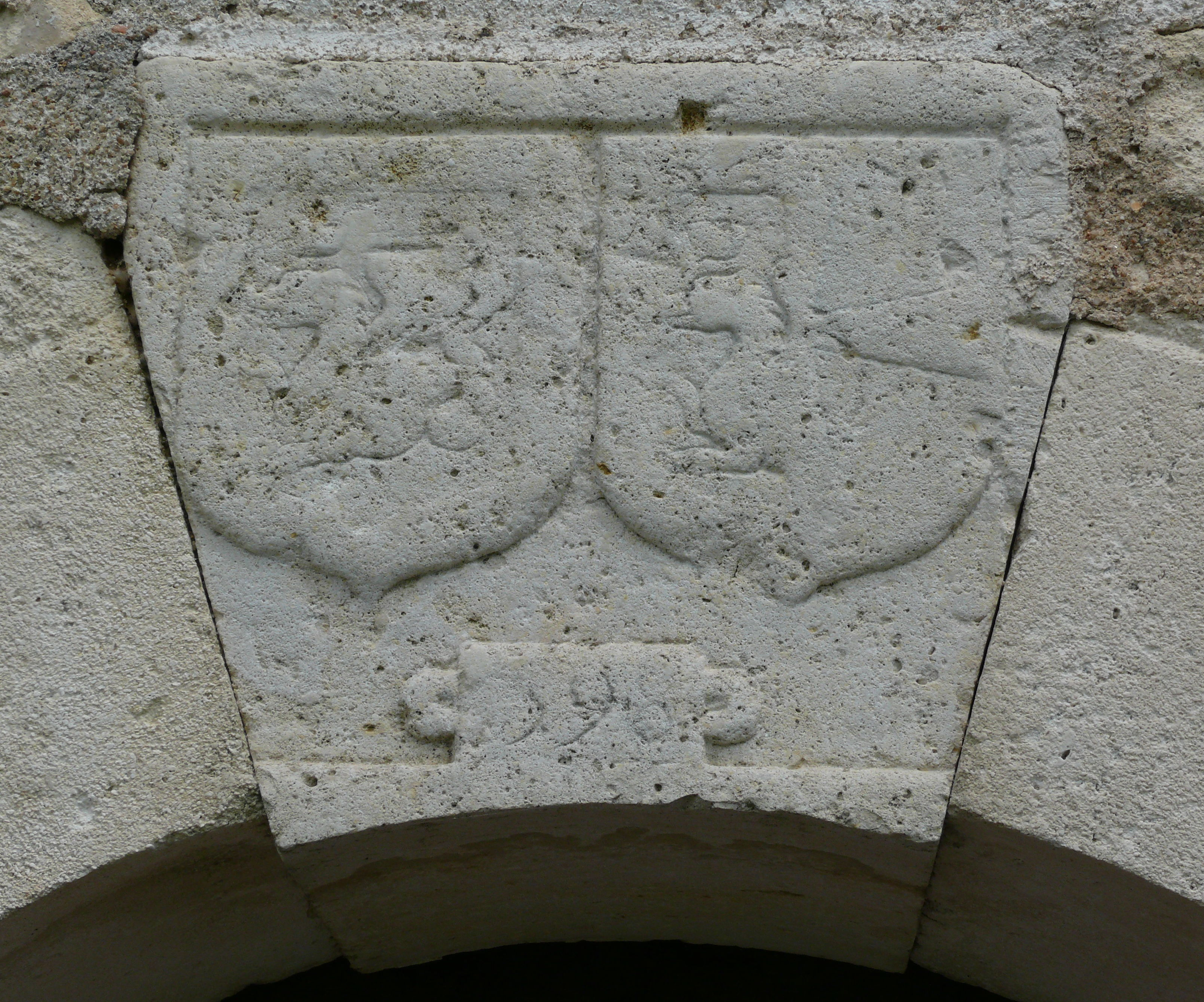
l'église porte latérale sud détail de la clé

#### Le patrimoine civil
- Le Logis de Champagne est inscrit depuis 2007 comme monument historique pour ses communs, sa ferme, son pigeonnier et son logis.
- À quelques hectomètres du bourg, le "château" des Clairbaudières s'orne d'une des dernières éoliennes Bollée de la région (tardive, sur pylône à base carrée) à distributeur.
 Château des Clairbaudières d'origine 13e, remanié 19e

Corps de bâtiment ancien encadré de 2 tours rondes en poivrière, mentionnées en 1260 relevant de la baronnie de Montmorillon.

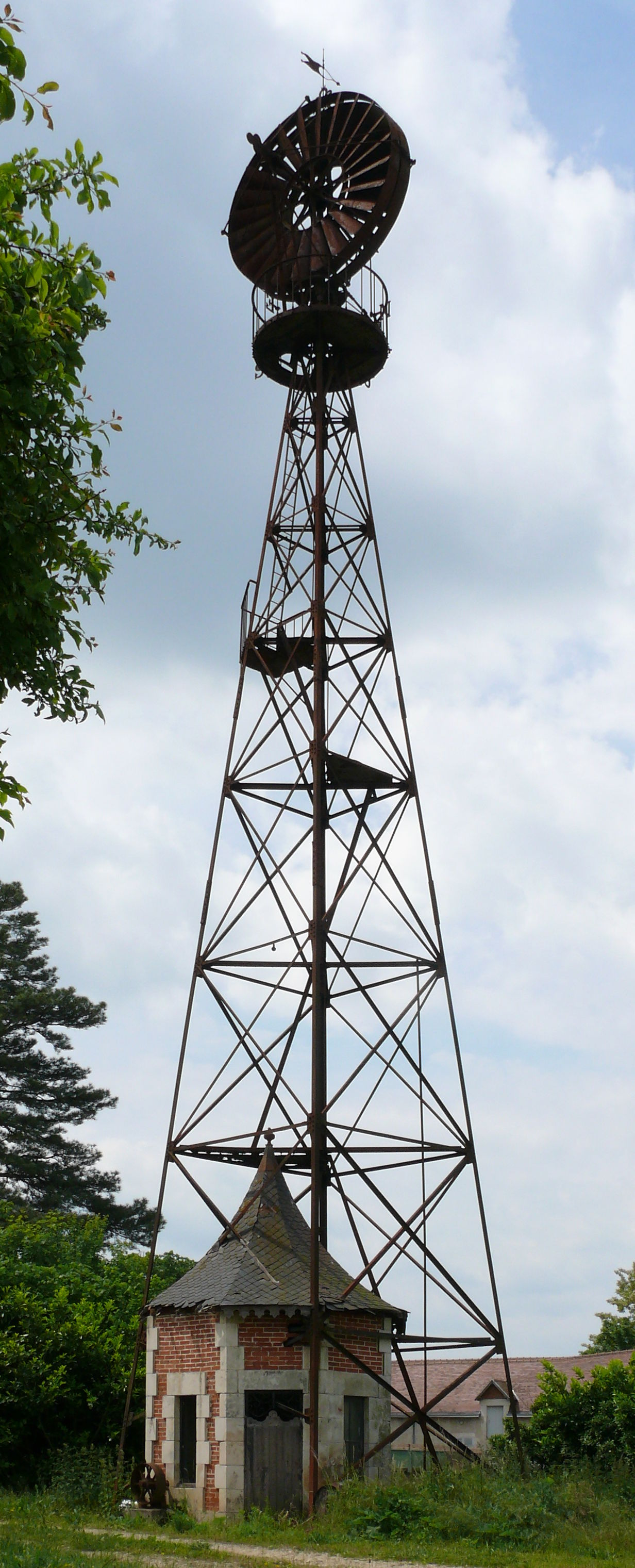
L'éolienne Bollée...
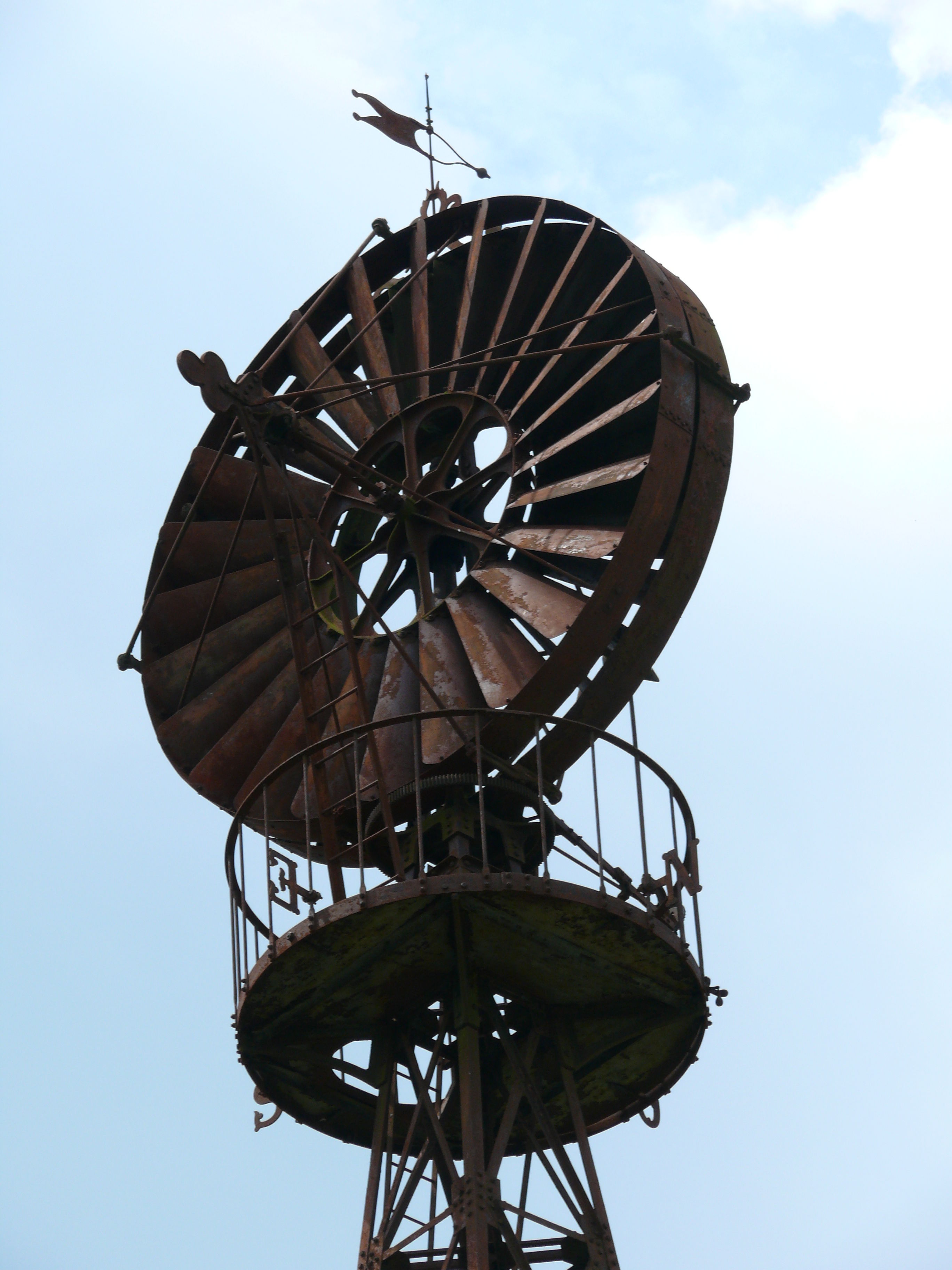
...et son rotor

#### Le patrimoine naturel
À quelques kilomètres au nord-est de Chauvigny, la forêt de Mareuil est une zone classée d’intérêt écologique, faunistique et floristique (ZNIEFF). C’est un massif boisé de plus de 600 hectares qui est à cheval sur 4 communes : Chauvigny, Lauthiers, Fleix, Paizay-le-Sec. La forêt recouvre un plateau limoneux à topographie très uniforme. En effet, l’altitude moyenne est de l’ordre de 130 m et la foret est dépourvu de tout accident de relief significatif. Le substrat est constitué par des limons profonds sur argile tertiaire remaniée qui ont donné naissance à des sols limoneux ou limono-sableux, acides et hydromorphes. Le peuplement forestier est composé de chênes mêlés à quelques hêtres. Il est traité en futaie et il est en cours d’artificialisation par l’introduction, par l’homme, à des fins d’exploitation, de résineux et de chênes américains. Un important réseau de mares et de fossés vient diversifier cet ensemble.
La forêt de Mareuil abrite 9 espèces d’amphibiens, parmi lesquelles 5 sont protégées en France : Le crapaud calamite, la rainette verte, le triton crêté, le triton marbré et le triton alpestre. C’est l’unique station pour toute la région Poitou-Charentes de cette dernière espèce. Le triton alpestre est un amphibien du nord et du centre de l’Europe, qui ne franchit pas, normalement, la vallée de la Loire vers le sud-ouest en France. Le Triton alpestre, dont le mâle est reconnaissable à son ventre orange vif non taché, fréquente toutes sortes de points d’eaux dormantes comme les mares, les étangs, les lacs, les ornières forestières ou les fossés. Son régime alimentaire est très éclectique et s’adapte largement aux proies disponibles (diverses larves et invertébrés aquatiques). En phase terrestre, le Triton alpestre se cache durant la journée sous des pierres, des tas de bois ou dans des souches pourries.
La forêt de Mareuil abrite, aussi, une avifaune remarquable puisqu’elle comprend une riche collection d’oiseaux sylvicoles, notamment avec la présence simultanée des quatre espèces régionales de pouillots, dont le pouillot siffleur et le pouillot fitis ; des deux roitelets, dont le roitelet huppé, peu fréquent en tant que nicheur dans les forêts régionales. Mais c’est surtout chez les picidés et les rapaces que se trouvent les éléments les plus originaux : parmi les premiers, on note la présence du pic mar et du pic noir, deux espèces inféodées aux vieilles futaies, alors que les seconds comptent l’autour des palombes, un hôte farouche des grands massifs forestiers et le busard Saint-Martin.
Il est possible de voir d’autres oiseaux tels que : l'alouette lulu, le bouvreuil pivoine, l'engoulevent d’Europe, la mésange huppée, le pigeon colombin ou le rougequeue à front blanc.
La forêt de Mareuil accueille aussi une colonie de martres, animaux protégés en France.

### Personnalités liées à la commune
- Clerbaud (Guy) chevalier, seigneur des Clairbaudieres 1260[32].
- Pierre-Célestin (Godefroy) Chicard, né le 27 décembre 1833, à Paizay-le-Sec (Vienne). CHEVALIER APOTRE, Missionnaire au Yun-Nan.